# Philippe de La Chambre de Maurienne

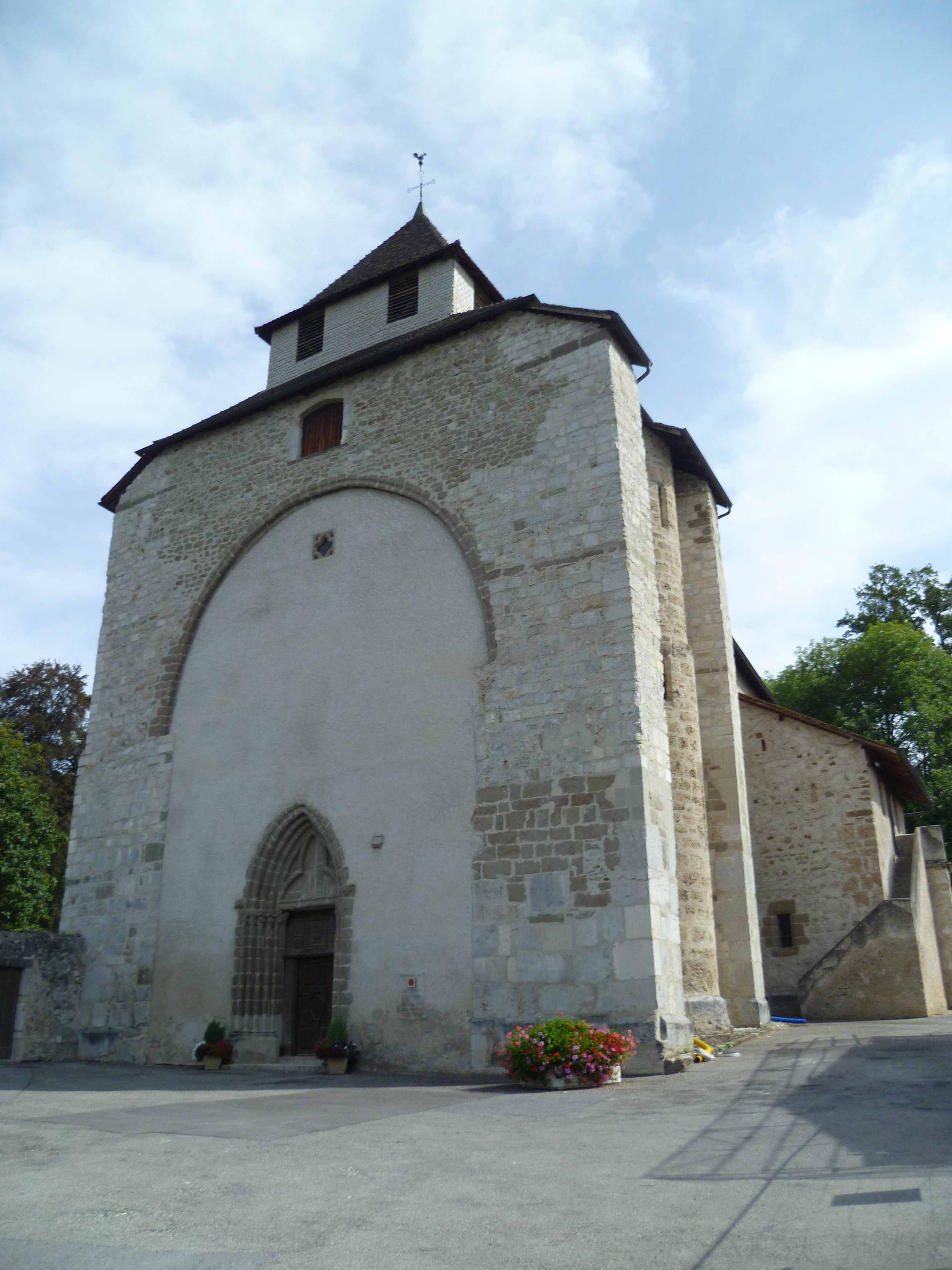
Kerk van Contamine-sur-Arve, in de 16e eeuw met priorij van benedictijnen.

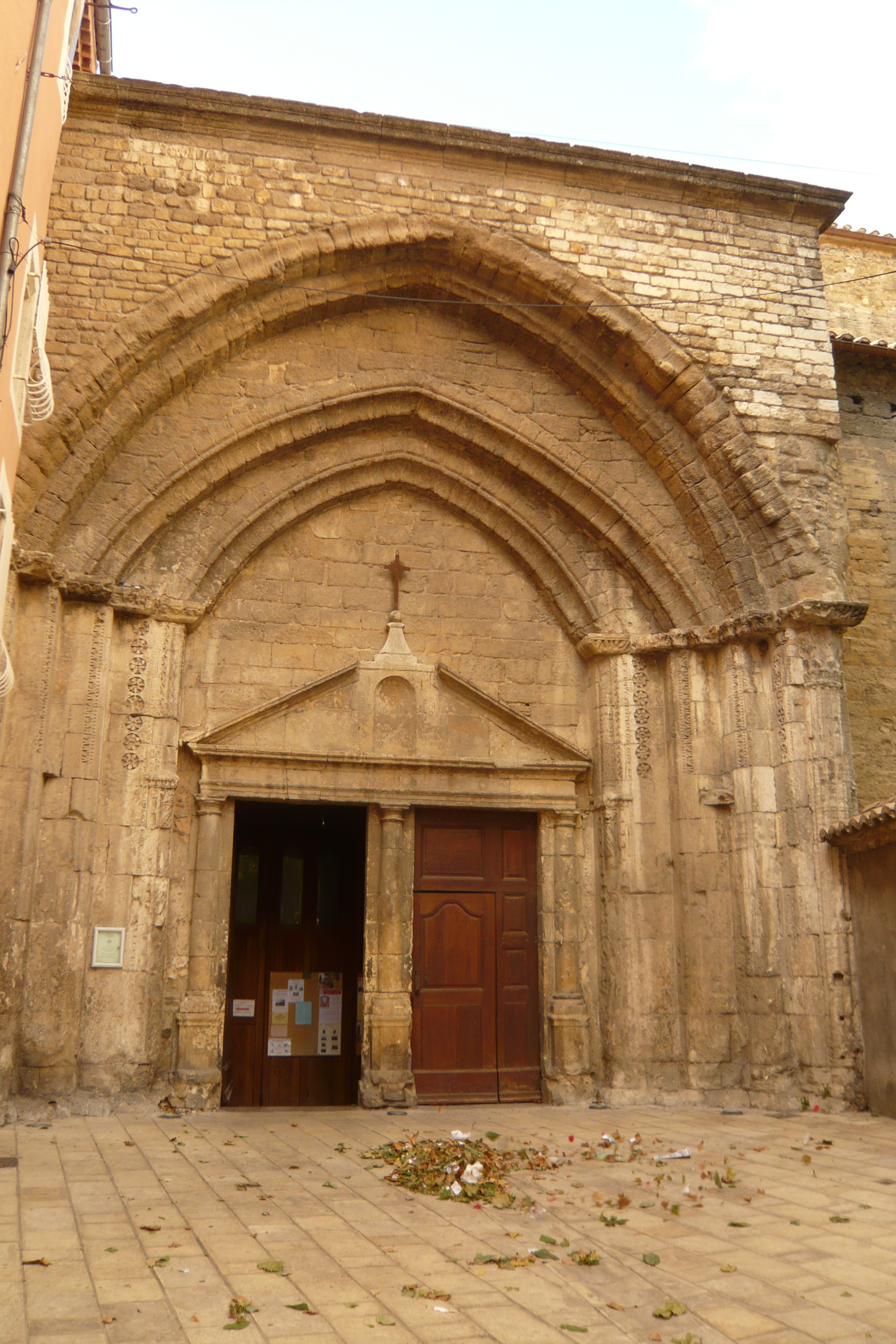
Kathedraal van Orange, die toen in handen van de hugenoten was.

Philippe de La Chambre de Maurienne (16e eeuw) was een benedictijner monnik uit Savoye alsook bisschop van Orange van 1560 tot zijn ontslag in 1572. Dit viel tijdens de Hugenotenoorlogen in het koninkrijk Frankrijk.

## Levensloop
De La Chambre werd geboren, op een onbekende datum, als zoon van Jean de La Chambre, burggraaf van Maurienne, en van Barbe van Amboise. Het was een adellijke familie in het hertogdom Savoye, in het Rooms-Duitse Rijk doch vaak door Frankrijk bezet. Hij werd benedictijn in de priorij der benedictijnen in Contamine-sur-Arve, gelegen in het hertogdom Savoye.
Willem, prins van Oranje, gaf zijn akkoord tot diens benoeming tot bisschop van Orange, zoals paus Pius IV wenste (1560). Willem eiste wel getrouwheid van bisschop de La Chambre en legde hem de stad Orange als residentiestad op. Tot zolang schortte Willem de betalingen aan de bisschop op (1562).
Eénmaal aangekomen in Orange stelde de La Chambre vast dat door de Hugenotenoorlogen de stad Orange een oorlogszone was. Hij trok zich terug in Avignon om veiligheidsredenen. De La Chambre schreef een brief naar Willem van Oranje (1562) waarin hij vroeg dat de hugenoten de kerken teruggaven aan de katholieken. Tevens vroeg hij om vrijgesteld te worden van de verplichting in Orange te wonen. De gouverneur van de stad Orange, de Causans, schreef een brief met dezelfde vraag naar Willem van Oranje (1562). Als reactie op de 2 brieven stuurde Willem van Oranje een gezant naar Orange. Het was Alexandre de Latour. Deze verzamelde de Staten van het prinsdom Orange om de wensen van prins Willem uit te leggen. Willem stelde eenzelfde evenwicht voor tussen katholieken en hugenoten, zoals in het buurland Frankrijk.  Dit werd door iedereen aanvaard. De La Chambre nam terug intrek in de kathedraal, die hij herinrichtte voor de katholieke eredienst.
De goede verstandhouding duurde enkele jaren tot het conflict terug oplaaide. De hugenoten verboden de katholieke godsdienst in Orange; zij schaften ook het bisdom Orange af (1571). De La Chambre verliet het prinsdom Orange en verborg zich in het naburige graafschap Comtat, meer bepaald in Caderousse. Caderousse behoorde tot zijn bisdom Orange. 
De La Chambre bood zijn ontslag aan als bisschop van Orange, aan paus Gregorius XIII, die het ontslag aanvaardde (1572). Hij stierf na het jaar 1572.